# ジ・エンターテイナー
ジ・エンターテイナー（The Entertainer）
- スコット・ジョプリン作曲のラグタイム曲。本項で解説。
- ビリー・ジョエルのアルバム『ストリートライフ・セレナーデ』『グレイテスト・ヒッツ』収録の楽曲。
- ジョン・オズボーン原作の映画。邦題は『寄席芸人』とも。

「ジ・エンターテイナー」（The Entertainer）は、1902年にアメリカの作曲家、スコット・ジョプリンによって作曲されたピアノのためのラグタイム曲。後に、1973年のアカデミー賞受賞映画『スティング』のテーマ曲として使用されたことで、1970年代のラグタイム再注目のきっかけになった。アメリカレコード協会の「世紀の歌」では第10位に選ばれた。

## 概要

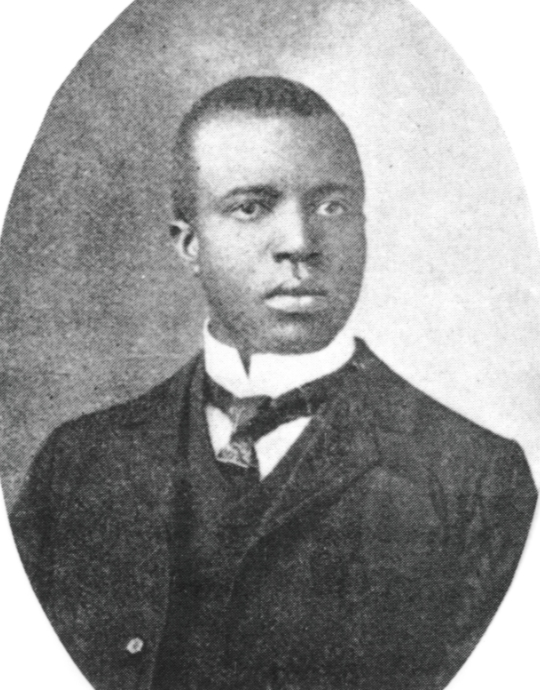
スコット・ジョプリン

マーヴィン・ハムリッシュによる編曲版は、翌1974年のビルボード Hot 100で3位、イージー・リスニング・チャートで1位を記録した。『スティング』の時代設定である1930年代はスウィング・ジャズの時代であり、スコット・ジョプリンによるオリジナル曲は、過去のものになっていた。
「ジ・エンターテイナー」には「ラグタイム・トゥー・ステップ」（A rag time two step）という副題がつけられている。これは、1911年頃に流行したダンスの一種で、当時作られたラグタイム曲に良く用いられていたものである。最初はハ長調であるが、途中からヘ長調の部分もある。曲の構成はA-B-A-C-Dの形態で、メロディは繰り返しの際に1オクターヴ上にするよう指示されている。

## 使用例
- Qruppoのアダルトゲーム『ヘンタイ・プリズン』にて、本楽曲がBGMとして使用されている。